# لمبرت (میسیسیپی)
لمبرت (به انگلیسی: Lambert) شهرکی در ایالت میسیسیپی کشور ایالات متحده آمریکا است که جمعیت آن در سرشماری سال ۲۰۱۰ میلادی، ۱٬۶۳۸
نفر بوده‌است.